# デュオロン
デュオロン（堕瓏、作品内英字表記:Duolon、ピン音:Duò Lóng）は、SNKプレイモアの対戦型格闘ゲーム『ザ・キング・オブ・ファイターズ』シリーズに登場する架空の人物。

## キャラクター設定
『ザ・キング・オブ・ファイターズ』（以下『KOF』と表記）の第10作目『KOF2003』（以下『2003』と表記）から登場する中国の暗殺者。
ロングヘアーを辮髪にした、どこか哀しい雰囲気を持つ東洋的な美形の青年。その素性は暗殺者集団「飛賊」の一員で、裏切り者である飛賊の長にして実の父・龍（ロン）を追っている。「魔哭冥斬拳・呪怨抖勁」という術を使い、死霊を召喚して戦う。一人称は「俺」。
彼の名前の「瓏」の字は、「王の一族としての自覚を持つように」という龍の意思が込められたもので、龍が正妻との間に生まれた子に共通して付けたものであるという。
『2003』ではアッシュ・クリムゾン、シェン・ウーと共に主人公チームを結成。『KOF XI』（以下『XI』と表記）ではアッシュの元から離れ、二階堂紅丸の誘いでエリザベート・ブラントルシュと共にライバルチームを結成する。『KOF XIII』（以下『XIII』と表記）ではエリザベート、シェンと共にエリザベートチームを結成している。
龍と正妻の間に生まれた9人の子供の内の三男であり、その9人の構成は三男であるデュオロンの上に2人の兄と1人の姉、下には双子の弟と妹、更にその下に幼児の弟妹が3人という構成である。『KOF MAXIMUM IMPACT Regulation"A"』に登場する腹違いの妹・笑龍からは「三太子（サンターツ）」もしくは「兄上」と呼ばれ慕われていた。
プロフィールには年齢が記載されていなかったが、『KOF XII』（以下『XII』と表記）の公式サイトで21歳と発表された（それ以前にも、『2003』のムックやプレイステーション2版で確認できる設定資料には年齢が記載されていた）。また、大切なものの一つに「母の形見」とあるが、これが具体的に何なのかは明かされていない。
その辮髪には5つのリングと水晶球1つがついており、総重量7キロとの噂がある。

## ゲーム上の特徴
『2003』ではトップクラスの性能を誇り、さらにもう1人の強力キャラ・大門五郎と組み合わせたチームが強く、この組み合わせは俗に「DD○○(デュオロン・大門+その他のキャラ)」と呼ばれた。

## 技の解説

### 通常投げ
推手・衝靠（すいしゅ・しょうこう）
相手をつかんで、肩口からのタックルで飛ばす。

### 特殊技
弁髪拳（べんぱつけん）
『XI』で追加された。辮髪を相手に絡ませて、引き寄せる技。
風架纏絲（ふうかてんし）
強攻撃からつなげられる足払い。
雷架纏絲（らいかてんし）
「風架纏絲」の追加で出すハイキック。

飛架纏絲（ひかてんし）
前方ジャンプ弱キック中に出せる攻撃技。

### 必殺技
幻無脚・内牙（げんむきゃく・うちきば） / 幻無脚・外牙（げんむきゃく・そときば）
足を突き入れ、地面から蹴り足を出す技。「内牙」は相手が近くにいると前方に攻撃判定が出現する。「外牙」は相手が近くにいると後方に攻撃判定が出現する。ヒットすれば相手が浮き上がるので『2003』では猛威を振るっていた。
幻無脚（げんむきゃく）
『2003』での「内牙」と「外牙」があまりにも強すぎたため、『XI』ではこの技に差し替えられた。見た目は「内牙」と同じだが、ヒットさせても相手を浮かせられない。
飛毛脚（ひもうきゃく）
高速で移動する技。麟のものとほぼ同じ。『2003』で「死両撥生斤」（後述）絡みの連係が猛威を振るいすぎたため、『XI』では移動距離・速度が落ちている。
捨己從竜（しゃきじゅうりゅう）
両手で掌打を繰り出す。そのまま「捨己從竜」のコマンドを連続入力すると「肩口からのタックル→低姿勢から上空を狙う突き」とつなぎ、相手を浮かせる。『XII』では近距離立ち強パンチから派生する2段技になっている。
怨閉竜身把（おんぺいりゅうじんは）
「捨己從竜」1段目（『XI』では弱のみ）からの派生技で、ヒザ蹴りを見舞う。『XI』では「捨己從竜」をヒットさせないと派生できない。
死両撥生斤（しりょうはつせいきん）
「怨閉竜身把」からの派生技で、虎僕手に似た掌打を繰り出す。『2003』ではここから「飛毛脚」や通常技→「捨己從竜」を交えた攻めが強力だったが、「内牙」と「外牙」同様にあまりに強すぎたので『XI』では有利時間が短くなっている。

幻魔飛翔軽功（げんまひしょうけいこう）
溶けるように姿を消し、空中から回し蹴りを出しつつ降下する。『XI』では空中から直接出す技に変更された。
推手・魔脚歩（すいしゅ・まきゃくほ）
相手の防御を崩すコマンド投げ。
推手・乱採鬼（すいしゅ・らんさいき）
「魔脚歩」からの追加技だが、あまり役立つ技でもないので『XI』では削除されている。

幻無拳（げんむけん）
　「幻無脚」のように腕を伸ばして攻撃する。『XII』で実装。
呪怨死魂（じゅおんしこん）
辮髪に怨霊を纏わせて、前方に飛ばす技。弾速はやや遅い。『XIII』で実装。

### 超必殺技
秘伝・幻夢呪怨死魂（ひでん・げんむじゅおんしこん）
辮髪に怨霊を纏わせて、前方に飛ばす技。
秘伝・幻夢怨霊壁 （ひでん・げんむおんりょうへき）
自分の回りに怨霊を旋回させる技。
秘伝・幻夢脚（ひでん・げんむきゃく）
『XI』から使用。「幻無脚」の強化版で、目の前から順に前へ地面から蹴り足を出し続ける。
秘伝・幻夢爆吐死魂（ひでん・げんむばくとしこん）
『XII』で使用。高速で突進し、ヒット時は怨霊を爆発させる。
奥義・多重幻夢闇勁（おうぎ・たじゅうげんむあんけい）
リーダー超必殺技。一定時間、自らの分身を発生させる技。『2003』では分身は1体だけで、しかも分身の攻撃判定が出たり出なかったりする非常に不安定な技だったが、『XI』では分身が2体になり、攻撃判定も安定して出現するようになっている。
秘伝・幻夢呪怨死魂葬（ひでん・げんむじゅおんしこんそう）
『XIII』で使用するNEO MAX超必殺技。相手を掴んで、自身から吹き出す無数の怨霊を浴びせる。

## 関連人物
- 龍 - 裏切り者（父親）
- 笑龍 - 異母妹
- 麟 - 笑龍の師匠、同族
- アッシュ・クリムゾン - 友人、『KOF 2003』主人公チーム（『KOF MIA』では面識なし）
- シェン・ウー - 友人 、『KOF 2003』主人公チーム、『KOF XIII』エリザベートチーム
- エリザベート・ブラントルシュ - アッシュの幼馴染、『KOF XI』ライバルチーム、『KOF XIII』エリザベートチーム
- 二階堂紅丸 - 『KOF XI』ライバルチーム

## 担当声優
- 丸尾恒人（『KOF2003』～『KOF XIII』）
- 河本啓佑（『KOF XV』）